# Остров Наумова
Остров Наумова — остров в заливе Петра Великого Японского моря. Находится приблизительно в 1,1 км к юго-востоку от острова Попова и в 22 км к юго-западу от Владивостока. Юго-восточнее острова Наумова находится схожий по размеру Остров Клыкова. Между ними расположен остров Малый.
Покрыт широколиственным лесом. С трёх сторон, за исключением южного обрывистого побережья, окаймлён галечниковым и валунным пляжем. С северо-запада, на обращённой к острову Попова стороне, пляж наиболее широк и порос редким лесом и морским шиповником. В том же районе имеется источник пресной воды.

## История
Во время экспедиции А. С. Стенина 1886 года остров был описан и назван по фамилии занимавшего в то время должность Главного командира портов Восточного океана капитана 1-го ранга Н. А. Наумова.

## Туризм
Остров Наумова — один из наиболее посещаемых необитаемых островков в заливе Петра Великого, так как удобен для стоянки и находится рядом с островом Попова — относительно развитым в рекреационном отношении.